# Яновка (Кормянский район)
Яновка (бел. Янаўка) — деревня в Барсуковском сельсовете Кормянского района Гомельской области Беларуси.

## Административное устройство
До 11 января 2023 года входила в состав Каменского сельсовета. В связи с объединением Каменского и Барсуковского сельсоветов Кормянского района Гомельской области в одну административно-территориальную единицу — Барсуковский сельсовет, включена в состав Барсуковского сельсовета.

## География

### Расположение
В 8 км на запад от Кормы, в 57 км от железнодорожной станции Рогачёв (на линии Могилёв — Жлобин), в 119 км от Гомеля.

### Гидрография
На юге, западе и севере мелиоративные каналы, соединённые с рекой Гутлянка (приток реки Днепр).

## Транспортная сеть
Рядом автодорога Корма — Журавичи). Планировка состоит из короткой улицы, ориентированной с юго-запада на северо-восток, к которой на юге присоединяется короткая, односторонне застроенная улица. Жилые дома деревянные, усадебного типа.

## История
Согласно письменным источникам известна с XIX века как село Мурашки в Кормянской волости Рогачёвского уезда Могилёвской губернии. Согласно переписи 1897 года фольварк. В 1909 году 506 десятин земли. В 1931 году жители вступили в колхоз, работала кузница. Во время Великой Отечественной войны немецкие оккупанты создали в деревне свой опорный пункт, который 6 ноября 1942 года разгромили партизаны. Согласно переписи 1959 года в составе колхоза «Октябрь» (центр — деревня Кучин).

## Население

### Численность
- 2004 год — 17 хозяйств, 42 жителя.

### Динамика
- 1897 год — 21 житель (согласно переписи).
- 1909 год — 2 двора, 21 житель.
- 1959 год — 112 жителей (согласно переписи).
- 2004 год — 17 хозяйств, 42 жителя.